# 8800 Brophy
8800 Brophy eller 1981 EB26 är en asteroid i huvudbältet som upptäcktes den 2 mars 1981 av den amerikanska astronomen Schelte J. Bus vid Siding Spring-observatoriet. Den är uppkallad efter John R. Brophy.
Asteroiden har en diameter på ungefär 7 kilometer.